# Szarka József (tanár, 1923–2014)
Szarka József (Fadd, 1923. február 21. – Budapest, 2014. október 24.) nyugalmazott egyetemi tanár, a neveléstudományok doktora (1970).

## Kutatási területe
Neveléselmélet, neveléstörténet, összehasonlító pedagógia.

## Életútja
1949-ben kapott magyar-történelem szakos tanári diplomát, 1951-ig dolgozott mint középiskolai tanár, ezután 1954-ig aspiráns volt a Szovjetunióban. 1955-ben a Pedagógiai Tudományos Intézethez (PTI) került, tudományszervezőként dolgozott, fontos szerepe volt az Országos Pedagógiai Intézet megszervezésében. Ennek az intézménynek 1962-től volt a főigazgatója, majd 1976-tól pedig tudományos igazgatóvá nevezték ki. Még ebben az évben megválasztották a Magyar Pedagógiai Társaság társelnökének, 1984-től 1990-ig pedig elnöke volt.
A pesterzsébeti Misztótfalusi Népi Kollégium igazgatója, az MTA Pedagógiai Bizottságának egykori elnöke, az ELTE BTK Neveléstudományi Tanszékének tanszékvezető egyetemi tanára volt. 1991-ben vonult nyugalomba.

## Fontosabb munkái
- Az etika pedagógiai „lebontásáról” (Tanulmányok a neveléstudomány köréből, 1963, 1964) Simon Gyulával közösen
- A magyar népi demokrácia nevelésügyének története (1965)
- A polgári pedagógia főbb áramlatai a XX. században (1973)
- Neveléstudomány és pedagógiai gyakorlat (1980)
- A francia forradalom nevelésügye (1985)